# Стратонович Руслан Леонтійович
Стратонович Руслан Леонтійович (31 травня 1930, Москва — 13 січня 1997, Москва) —видатний радянський і російський вчений. Один із творців теорії стохастичних диференціальних рівнянь (інша назва — стохастичне числення).

## Біографія
Руслан Стратонович народився 31 травня 1930 року в Москві. Екстерном закінчив школу і отримав золоту медаль. В 1947 році пішов вчитися на фізичний факультет МДУ. Був професором на фізичному факультеті.